# 朱安汥
義陽恭端王朱安汥（1500年代—1540年代），明朝周藩第三代義陽王，義陽榮安王朱同鍱的庶長子。

## 生平
嘉靖元年（1522年）十月，襲封義陽王。
嘉靖二十四年（1545年）前，朱安汥去世，享年三十九歲，諡號恭端。嘉靖二十四年（1545年）十二月，嫡四子朱睦渫襲爵。

## 家庭

### 妻
- 陳氏，東城兵馬副使揮陳淮次女，嘉靖三年（1524年）十月冊為義陽王妃[4]

### 子
- 嫡四子：義陽莊僖王朱睦渫